# FL Technics
FL Technics – globalny dostawca usług konserwacji, napraw i remontów samolotów (MRO). Firma posiada podstawowe zakłady serwisowe na Litwie, w Indonezji i Chinach oraz zapewnia wsparcie w zakresie utrzymania linii w Europie, Afryce, Azji i Pacyfiku, i WNP.
FL Technics, firma certyfikowana przez EASA Part-145, Part-M, Part-147, Part-21, FAA-145 (Indonezja), obsługuje szeroką gamę samolotów Boeing, Airbus, ATR, Embraer i innych typów.
FL Technics jest częścią Avia Solutions Group, kierowanej przez Jonasa Janukenasa, CEO  i Gediminasa Ziemelisa, Prezesa Zarządu. Zilvinas Lapinskas jest CEO FL Technics.

## Historia
2005 – Powstanie firmy
Firma powstała na Litwie i otworzyła swój pierwszy hangar na międzynarodowym lotnisku w Wilnie.
2007– Początkowa rozbudowa głównego lotniska

Firma dodała drugi hangar na międzynarodowym lotnisku w Wilnie. Od tego czasu FL Technics zajęło 2 hangary do obsługi technicznej samolotów, magazyn i zaplecze na Międzynarodowym Lotnisku w Wilnie – łącznie 13 742 metrów kwadratowych. Hangary składają się z pięciu stanowisk obsługi technicznej płatowca. 

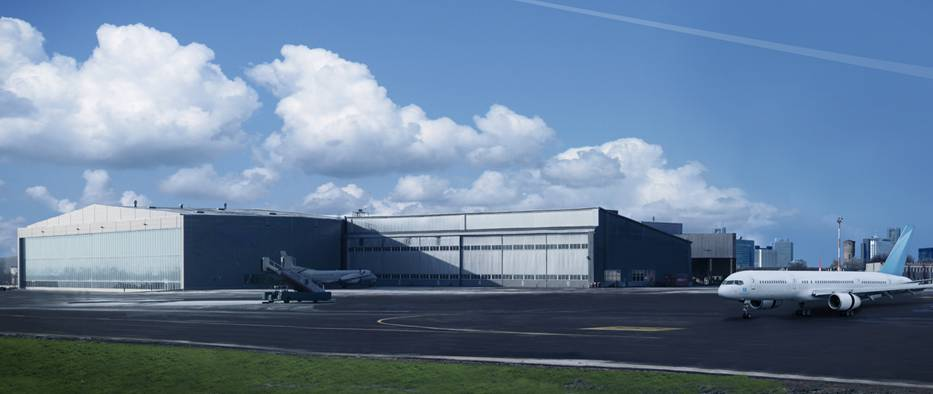
Hangar FL Technics na międzynarodowym lotnisku w Wilnie

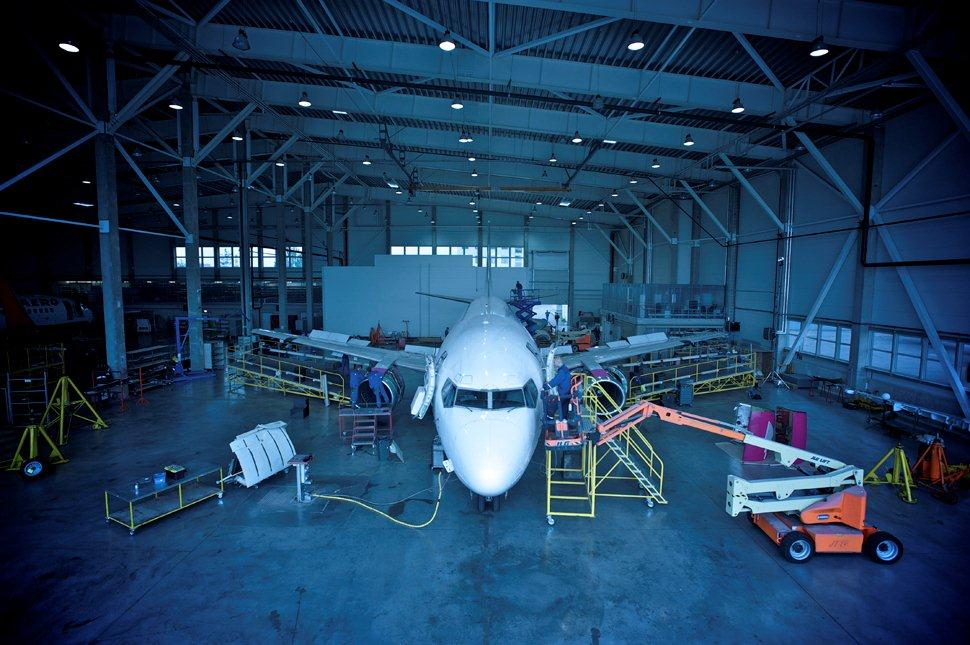
W hangarze FL Technics na międzynarodowym lotnisku w Wilnie

2009 – Umowy z International Airlines
W maju przewoźnik podpisał umowę ze słowackimi liniami lotniczymi Seagle Air na okresową obsługę techniczną Boeinga 737.
W lipcu Spółka podpisała strategiczną umowę o partnerstwie z Costa Rican Aviation MRO, aby świadczyć usługi FL Technics w ich bazie technicznej do obsługi ciężkich samolotów dalekiego zasięgu Boeing 757-200.
W październiku firma podpisała umowy z Air Italy i Air Slovakia na konserwację Bazy Sił Powietrznych Boeing 737-300.
Pod koniec roku firma zmieniła nazwę na FL Technics.
2010 – Kolejny rok poszerzania portfolio usług
W lutym FL Technics zakupił płatowiec Boeing 737-300 od GE Capital Aviation Services (GECAS).
W czerwcu FL Technics rozszerzyło swoje możliwości serwisowe PART-145 o podstawowe usługi serwisowe Boeing 737-600 / 700/800/900.
W sierpniu firma rozszerzyła swoje możliwości obsługi technicznej o usługi szkolenia teoretycznego ATR 42-200 / 300 i ATR 72-100 / 200. W tym samym miesiącu FL Technics zakupił drugi kadłub Boeinga 737-300. Do częściowego ekstrakcji.
W grudniu FL Technics dodał Airbusa A318 / A319 / A320 / A321 do swojej listy możliwości PART-M.
Do końca roku FL Technics uruchomiło dziewięć stacji liniowych: trzy w Kazachstanie, dwie w Tadżykistanie i pozostałe cztery w Wielkiej Brytanii, Włoszech, Rosji i Wilnie.
2011 – Przejęcie brytyjskiej firmy i kontynuacja rozwoju portfolio usług
W lutym FL Technics obsłużył pierwszy samolot Airbus A320. Rodzina samolotów Airbus A320 została dodana do certyfikatu FL Technics EASA Part-145. Certyfikację przeprowadził Urząd Lotnictwa Cywilnego Litwy.
W czerwcu FLT Technics otrzymało certyfikat Part-M, który uprawnia do zarządzania ciągłą zdatnością do lotu samolotów rodziny Embraer EMB-135/145.
W lipcu FL Technics dodał Wizz Air do swojej listy klientów obsługujących linie. Firma rozpoczęła świadczenie Wizz Air kompleksowego wsparcia technicznego w stałej cenie wraz z dodatkowymi usługami wsparcia. W tym samym miesiącu firma FL Technics nabyła od AirAsia 7 Boeingów 737-300, aby rozebrać je na części i komponenty. Samolot został zdemontowany w Malezji. Przejęcie to umożliwiło firmie FL Technics podniesienie poziomu usług poprzez utrzymanie szerszego asortymentu części zamiennych i zapasów komponentów.
W sierpniu FL Technics otrzymało certyfikat na świadczenie usług inżynieryjnych dla Bombardiera CL600-2B19. W tym samym miesiącu firma FL Technics uruchomiła usługi modyfikacji i rekonfiguracji kabin w dwóch zupełnie nowych samolotach Boeing 737-800 długodystansowych oraz usługi remontu kabin Boeingów 737-300 dla Transaero Airlines.
We wrześniu firma FL Technics przejęła brytyjską firmę Storm Aviation Limited. Przejęta firma umożliwiła FL Technics rozpoczęcie świadczenia usług konserwacji liniowej samolotów wąskokadłubowych w sieci 24 stacji liniowych w Europie i WNP oraz rozszerzyła możliwości samolotów FL Technics w Airbus A330, Airbus A340, Airbus A380, Boeing 747, Boeing 767, Boeing 777 i inne typy statków powietrznych. We wrześniu FL Technics przedłużyło również partnerstwo z Europe Airpost w celu świadczenia usług serwisowych dla 3 Boeingów 737 CL tej linii.
2012 – certyfikaty EASA
W kwietniu firma FL Technics otrzymała zatwierdzenie organizacji projektowej EASA Part 21, które umożliwia FL Technics projektowanie i zatwierdzanie drobnych modyfikacji i napraw statków powietrznych w obszarze wnętrza kabiny oraz związanych z nimi awioniki i modyfikacji obiektów. Ten certyfikat rozszerza możliwości FL Technics w zakresie wykonywania drobnych zadań projektowych i modyfikacji we własnym zakresie. Zmiany projektowe dotyczą przede wszystkim zmian w układzie kabiny, instalacjach wyposażenia wnętrz, instalacjach i naprawach kuchni, rekonfiguracjach związanych z rozrywką podczas lotu oraz ulepszeniami systemu. W tym samym miesiącu firma FL Technics otrzymała audyt ISO 9001-2088 i certyfikację części zamiennych do kontroli jakości.
W tym samym miesiącu firma FL Technics przedłużyła współpracę z tanim przewoźnikiem easyJet z Wielkiej Brytanii, podpisując trzyletnią umowę na obsługę liniową dziewięciu samolotów Airbus A319 na lotniskach w Manchesterze i na międzynarodowych lotniskach w Manchesterze. Newcastle. Na mocy umowy Storm Aviation, spółka zależna FL Technics, miała zapewnić obsługę techniczną sześciu samolotów easyJet Airbus A319 na lotnisku w Manchesterze, a także zabezpieczyć bazę easyJet w Newcastle (w północno-wschodniej Anglii), na którym trzy Airbusy A319 easyJet wykonywały prace konserwacyjne.
W maju firma FL Technics została przedstawicielem handlowym brytyjskiego dystrybutora części Aero Inventory w Europie Wschodniej i Wspólnocie Niepodległych Państw (WNP).
W październiku FL Technics podpisało trzyletnią umowę o wsparciu technicznym z afgańskim narodowym przewoźnikiem lotniczym Ariana Afghan Airlines. FL Technics rozpoczął świadczenie pełnych usług inżynieryjnych dla 4 Boeingów 737 tej linii.
W grudniu FL Technics i Ariana Afghan Airline uruchomiły pierwszą stację linii EASA Part-145 w Afganistanie.
2013 – Nowy pakiet obsługi silnika
W lutym firma FL Technics podpisała umowę partnerską z dostawcą komponentów lotniczych Seal Dynamics. Zgodnie z umową FL Technics został wyłącznym przedstawicielem ds. Sprzedaży i marketingu Seal Dynamics w Rosji, krajach WNP i dwunastu krajach Europy Środkowo-Wschodniej.

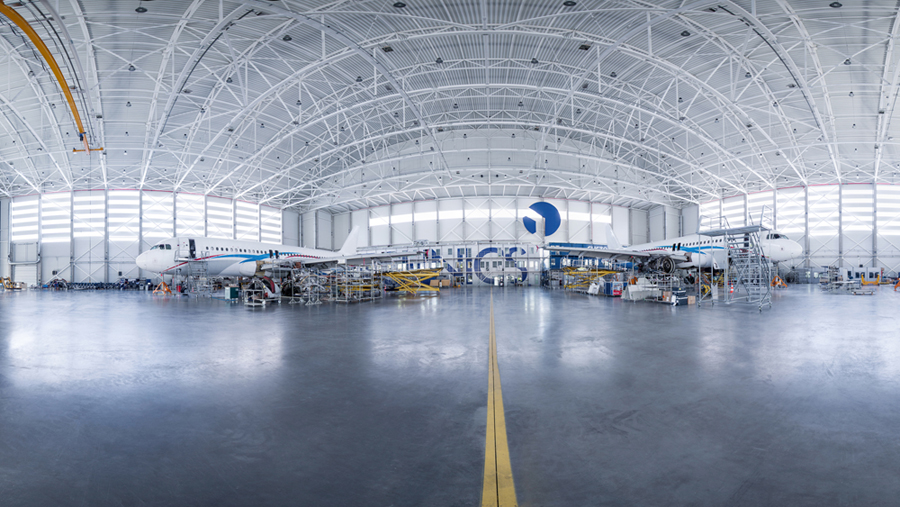
W hangarze FL Technics na lotnisku w Kownie

W maju FL Technics podpisało umowę partnerską z XTRA Aerospace. Porozumienie pozwoliło spółkom zgromadzić w Wilnie na Litwie tabor Boeingów 737 NG i CL.
We wrześniu firma FL Technics rozszerzyła swoją listę usług zarządzania silnikiem i wprowadziła nowy pakiet obsługi silnika CF34-3.
2014 – Zwiększenie zdolności produkcyjnej na Litwie
FL Technics zbudowało hangar w Kownie. Jest to największy i najnowocześniejszy hangar w Europie Wschodniej i krajach WNP. Wkrótce po wydaniu certyfikatu EASA Part-145 8500 m² FL Technics. zakłady obsługi technicznej w Kownie na Litwie zakończyły zaplanowane prace konserwacyjne na czterech samolotach.
W lutym FL Technics dodał funkcjonalność podwozia do samolotów z rodziny Airbus A320 i Boeing 727. W tym samym miesiącu FL Technics dodał możliwość MRO szerokokadłubowego do swojego certyfikatu stacji naprawczej Part-145, odlatujących z Airbusa A330.
W czerwcu FL Technics Training podpisało umowę na zapewnienie szkolenia technicznego Boeing 737 firmie Aeroman z Ameryki Południowej. Firma pracowała z certyfikatem szkolenia technicznego wydanym przez Urząd Lotnictwa Cywilnego Salwadoru.
W sierpniu firma FL Technics Training rozszerzyła zakres swoich usług, uruchamiając Online Training ™, platformę internetową, która zapewnia kursy online zgodne z EASA. Platforma obejmuje szereg bieżących i aktualnych kursów specjalistycznych, uzupełnionych wydawaniem odpowiednich certyfikatów po pomyślnym ukończeniu kursu.
2015 – Biuro w USA
W marcu FL Technics uruchomiło usługi doradcze MRO w zakresie silników, APU i podwozia.
We wrześniu firma FL Technics otrzymała zezwolenie EASA na część 145 na pokrycie samolotu Sukhoi Superjet (SSJ) 100-95.
W listopadzie FL Technics otworzyło przedstawicielstwo w Miami. Dzięki utworzeniu przedstawicielstwa na Florydzie firma FL Technics mogła współpracować bezpośrednio z lokalnymi dostawcami.
W grudniu FL Technics podpisało 4-letnią umowę wsparcia CAMO z Somon Air. FL Technics zapewniło przewoźnikowi również usługi monitorowania stanu silnika. W ramach długoterminowej umowy FL Technics wspiera flotę Boeingów 737NG i CL tadżyckiego przewoźnika kompleksowymi usługami zarządzania ciągłą zdatnością do lotu.
2016 – Szybka ekspansja w Azji
We wrześniu firma FL Technics rozpoczęła współpracę w ramach programu Power-by-Hour (PBH) z tajlandzkimi liniami cargo K-Mile Asia. FL Technics zaczęło zapewniać ciągłe dostawy części zamiennych dla frachtowców Boeing 737 przewoźnika.
W październiku FL Technics rozszerzył zakres swoich możliwości zarządzania ciągłą zdatnością do lotu, dodając typ samolotu Airbus A330 do zatwierdzenia EASA Part-M.
W grudniu FL Technics otworzyło swój hangar MRO na międzynarodowym lotnisku Soekarno-Hatta (IATA: CGK) w Dżakarcie w Indonezji. Obiekt o powierzchni 20 000 stóp kwadratowych może pomieścić jednocześnie do trzech samolotów wąskokadłubowych i jest certyfikowany do obsługi Boeingów 737 NG i CL, a także Airbusa A319 / A320 / A321.
2017 – Usługi dla samolotów szerokokadłubowych
W lutym FL Technics wprowadziło podstawowe i planowe usługi serwisowe dla szerokokadłubowych samolotów Airbus A330. Rozszerzenie dopuszczenia EASA Part-145 umożliwiło firmie FL Technics rozpoczęcie szerszego zakresu prac konserwacyjnych nad Airbusem A330 napędzanym silnikami Pratt & Whitney PW4000.
W maju FL Technics zostało zatwierdzonym dostawcą dla głównych azjatyckich linii lotniczych, w tym Asiana Airlines, AirAsia X, Nok Air, Bangkok Airways, T’way Airlines i GMF AeroAsia z Indonezji. Lokalny zespół serwisowy części zamiennych w Bangkoku w Tajlandii, a także punkt sprzedaży AOG w Wilnie na Litwie umożliwiły firmie FL Technics świadczenie klientom całodobowego serwisu części zamiennych Azjaci.
W grudniu FL Technics pozyskał dwóch klientów Lufthansa Group: Germanwings i Swiss International Air.
2018 – Nowi klienci międzynarodowi
W styczniu FL Technics podpisało umowę z bułgarskim przewoźnikiem narodowym Bulgaria Air.
W lutym Lufthansa Group Eurowings Europe została jednym z klientów FL Technics.
W marcu FL Technics podpisało umowę z Corendon Dutch Airlines na świadczenie podstawowych usług serwisowych dla całej ich floty. Firma podpisała umowę z WOW Air na świadczenie podstawowych usług serwisowych dla dwóch Airbusów A321 w kwietniu 2018 r.
We wrześniu Lufthansa Group wybrała FL Technics do obsługi 28 samolotów Airbus 320. W tym samym miesiącu luksemburski przewoźnik wybrał FL Technics do swoich Boeingów 737NG.
W październiku FL Technics Indonesia otrzymała certyfikat Approved Maintenance Organisation (AMO) od Administracji Lotnictwa Cywilnego Wietnamu. W tym samym miesiącu China Aircraft Leasing Group (CALC), jej jednostka Aircraft Recycling International (ARI) oraz FL Technics utworzyły spółkę joint venture MRO o nazwie FL ARI.
W listopadzie firma FL Technics otworzyła nowy magazyn w Singapurze.
2019 – Poszerzenie portfolio usług i możliwości szkoleniowych
W lutym FL Technics podpisało umowę na wyłączną reprezentację z francuską firmą Deshons Hydraulique zajmującą się rozwiązaniami hydraulicznymi. W tym samym miesiącu FL Technics podpisuje umowę na wyłączność z JHAS.
W marcu firma FL Technics podpisała umowę o wspólnych operacjach w celu otwarcia certyfikowanej przez EASA stacji obsługi liniowej na międzynarodowym lotnisku w Dubaju (DXB).
W kwietniu prowincja South Jeolla podpisała umowę z FL Technics na budowę obiektu MRO na lotnisku Muan.
W lipcu FL Technics rozpoczęło wdrażanie modułów VR do podstawowego szkolenia mechaników lotniczych. Firma zaprezentowała swój pierwszy moduł VR, który obejmuje otwieranie silnika ciągu wstecznego Boeinga 737NG i zamierza rozszerzyć listę modułów w nadchodzących miesiącach, aby objąć pełny zakres szkoleń z obsługi technicznej. Oczekuje się, że rzeczywistość wirtualna skróci czas szkolenia w zakresie konserwacji o 75%.
We wrześniu firma FL Technics rozszerzyła swoją homologację EASA Part-145 o typ rodziny Airbus A320neo (LEAP-1A i PW 1100G) do obsługi liniowej.
2020 – dalsza ekspansja
W lutym 2020 FL Technics przejęło włoskiego dostawcę usług konserwacji liniowej Flash Line Maintenance Srl, rozszerzając swoją sieć obsługi liniowej do 50 stacji.
2021 – umacnianie pozycji rynkowych
W sierpniu 2021 r. spółka zależna FL Technics Storm Aviation nabyła Chevron Technical Services z siedzibą w Manchesterze.
2022
W lutym firma FL Technics otrzymała dwa rozszerzenia w ramach aktualnej homologacji Part-145 na świadczenie usług obsługi liniowej samolotów Boeing B787 oraz na inspekcje boroskopowe silników serii Pratt & Whitney PW1100G-JM. 

## Struktury
- Wilno (Litwa): 4 klimatyzacja wąska skrzynia, ponad 13742 m² hangaru i warsztatu[6]
- Kowno (Litwa): 5 klimatyzatorów z wąską skrzynią, hangar o powierzchni ponad 8500 m² i warsztat[34]
- Dżakarta (Indonezja): 3 a / c wąskie nadwozie, ponad 20 000 metrów kwadratowych hangaru i warsztatu[72]

- London Stansted (Wielka Brytania) za pośrednictwem naszej spółki zależnej Storm Aviation: 4 wąskie nadwozia klimatyzacji, ponad 8700 m². przestrzeń w hangarze
- Manchester (Wielka Brytania) przez spółkę zależną Chevron Technical Services: 3 szerokokadłubowe klimatyzatory, 6000 mkw. przestrzeń hangarowa[70]
- Harbin (Chiny) poprzez naszą spółkę zależną FL ARI: 4 klimatyzatory z wąskim nadwoziem, ponad 15000 metrów kwadratowych. hangar i przestrzeń warsztatowa

## Usługi
- Podstawowa konserwacja
- Konserwacja linii
- Części zamienne i wsparcie komponentów
- Wsparcie dla wojskowych komponentów lotniczych
- Rozwiązania do zarządzania silnikami, APU i LG
- Kompletna inżynieria lotnicza
- Trening techniczny

## Certyfikaty
Certyfikaty utrzymania podstawowego i liniowego
| Certyfikaty | Rok  |
| --- | ---- |
| EASA Part-145                                                                                                   | 2019 |
| Turkish DGCA Approval                                                                                           | 2019 |
| Kenya Airways                                                                                                   | 2018 |
| Qatar CAA | 2018 |
| Republic of Tajikistan Ministry of Transport State Supervision and Management Service in the Field of Transport | 2018 |
| ISO 14001:2015                                                                                                  | 2017 |
| Aruba DCA | 2017 |
| Bailivick of Guernsey CAA                                                                                       | 2017 |
| Bermuda CAA | 2017 |
| Georgian CAA | 2017 |
| Nigerian CAA | 2017 |
| Turkmenistan CAA                                                                                                | 2017 |
| Pakistan CAA | 2017 |
| South African CAA                                                                                               | 2017 |
| The Hashemite Kingdom of Jordan Civil Aviation Regulatory Commission (TBS LS)                                   | 2017 |
| Ministry of Transport and Communications of the Republic of Kazakhstan Department of Civil Aviation             | 2015 |
| Turkish DGCA | 2015 |
| Republic of Moldova CAA                                                                                         | 2014 |
| Ministry of Transport and Communications of the Republic of Belarus Department of Aviation                      | 2013 |
| State Aviation Administration of Ukraine                                                                        | 2013 |

Kompleksowe certyfikaty z zakresu inżynierii i projektowania samolotów
| Certyfikaty                              | Rok  |
| ---------------------------------------- | ---- |
| UAE GCAA                                 | 2018 |
| Emirates                                 | 2018 |
| EASA Part M(G)                           | 2018 |
| Bermuda CAA OTAR 39 Subpart F            | 2018 |
| EASA Part 21(J)                          | 2017 |
| Bermuda CAA OTAR 39 Subpart E (Option 1) | 2017 |
| Bailivick of Guernsey CAA                | 2017 |

Certyfikaty od dostawcy komponentów i materiałów
| Certyfikaty                                                             | Rok  |
| ----------------------------------------------------------------------- | ---- |
| ISO 9001: 2015                                                          | 2019 |
| Job Air Technic                                                         | 2018 |
| Air Asia X Berhad Supplier Approval                                     | 2017 |
| K-Mile Air Co Ltd Supplier Approval                                     | 2017 |
| ST Aerospace Engines Supplier Approval                                  | 2017 |
| Air Indus Supplier Approval                                             | 2015 |
| Oakenhurst Contractor and Supplier Approval                             | 2015 |
| Shaheen Engineering and Aircraft Maintenance Services Supplier Approval | 2014 |
| Myanmar Airways International Supplier Approval                         | 2014 |

Certyfikaty szkolenia technicznego
| Certyfikaty                                                                    | Rok  |
| ------------------------------------------------------------------------------ | ---- |
| EASA Part 147                                                                  | 2018 |
| Kyrgyz Republic Ministry of Transport and Communications Civil Aviation Agency | 2017 |
| Russian Federation Federal Air Transport Agency                                | 2016 |

## Potrzebny samolot FL Technics
- Airbus A319/ A320/ A321
- Airbus A300/ A310
- Airbus A330/ A340
- Airbus A380
- ATR 42/ 72
- Boeing 737 CL
- Boeing 737NG
- Boeing 747
- Boeing 757
- Boeing 767
- Boeing 777
- Bombardier CRJ
- Embraer 135/ 145
- Fokker 50/ 70/ 100
- Saab 340/ 2000
- McDonnell Douglas MD-80
- Sukhoi Superjet 100

## Naciśnij
W 2013 roku FL Technics zostało uznane za jedną z najbardziej wartościowych firm dla Litwy i jej mieszkańców.
W 2019 roku FL Technics otrzymało nagrodę MRO roku w Azji.
W 2019 roku FL Technics zajęło czwarte miejsce w 10 największych przedsiębiorstwach energetyczno-przemysłowych na Litwie.

## Oficjalne strony internetowe
- Oficjalna strona szkolenia FL Technics
- Oficjalna strona FL ARI
- Oficjalna strona internetowa Storm Aviation
- Flash Line Maintenance S.r.l. Oficjalna strona internetowa
- Chevron Technical Services Oficjalna strona internetowa